# دانشگاه پالانگکا رایا
دانشگاه پالانگکا رایا (به لاتین: University of Palangka Raya) یک دانشگاه در اندونزی است که در پالانگ‌کارایا واقع شده‌است.